# Coaster-Express
Coaster-Express im Parque Warner Madrid (San Martín de la Vega, Autonome Gemeinschaft Madrid, Spanien) ist eine Holzachterbahn des Herstellers Roller Coaster Corporation of America, die am 6. April 2002 in der damaligen Warner Bros. Movie World Madrid als Wild Wild West eröffnet wurde. Zurzeit (Stand Dezember 2019) ist sie mit 1394 m die längste Holzachterbahn Europas.
Die sich im Old West Territory (früher Wild Wild West) befindliche Achterbahn besitzt einen spiralförmigen First Drop, der in eine 590°-Helix mündet, die zunächst abwärts, später wieder aufwärts führt. Kurven mit einer Querneigung von 60°, eine weitere 520°-Helix und eine um 62° geneigte Kurve ergänzen die Ausstattung. Die Züge wurden von Intamin hergestellt.

## Fotos

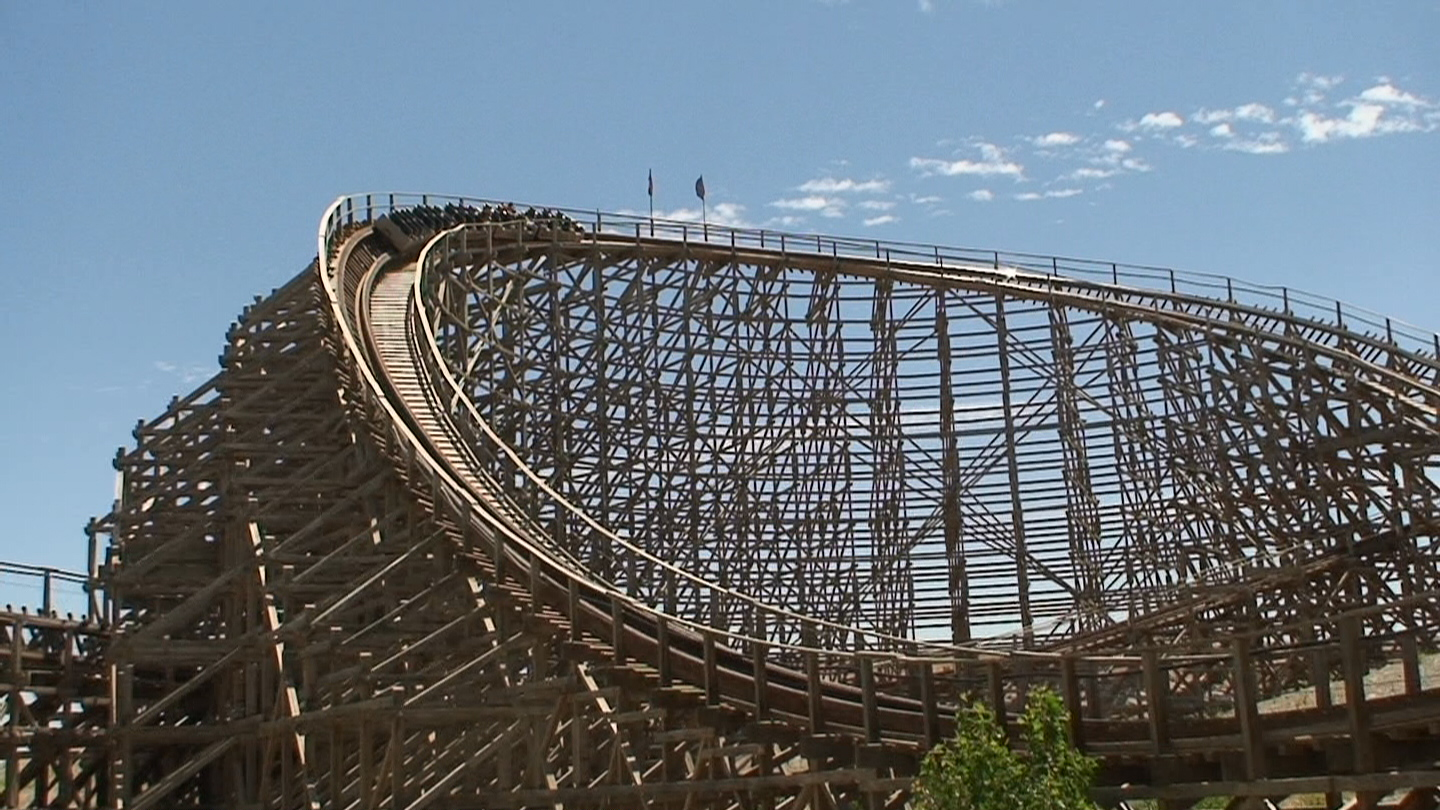
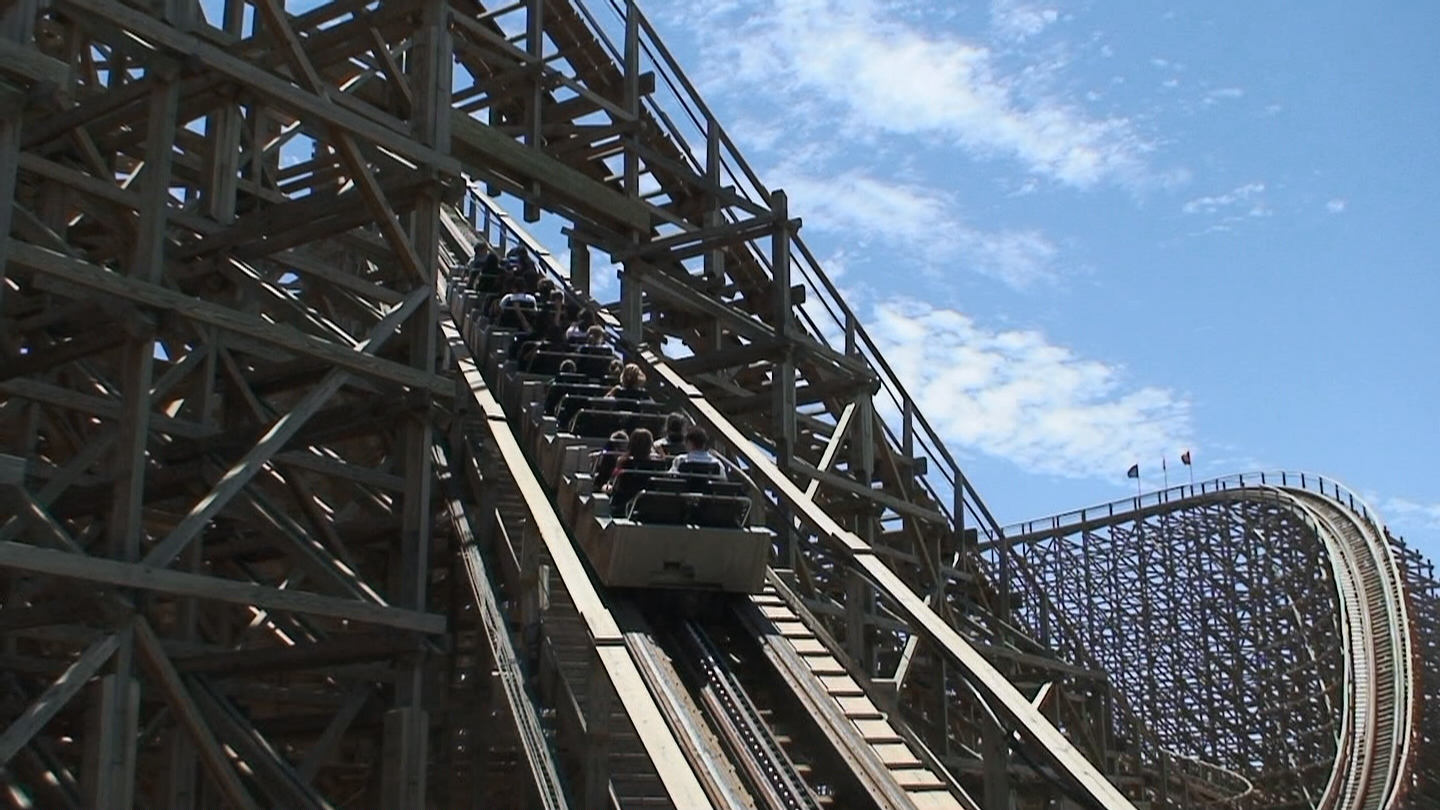